# Islay (sitio arqueológico)
Pueblo Viejo de Islay es un sitio arqueológico ubicado en pleno centro industrial de la ciudad de Matarani, en la provincia de Islay, región de Arequipa, Perú. Se trata de las ruinas de una antigua ciudad portuaria construida por el gobierno peruano y fundada el 30 de agosto de 1827 como puerto principal de la ciudad de Arequipa, en reemplazo del puerto de Quilca. El puerto funcionó hasta 1860 aproximadamente, cuando la peste bubónica llegó en un barco mercante y causó una epidemia que diezmó a la población. Los sobrevivientes abandonaron Islay y huyeron hacia el vecino pueblo de Mollendo, que pasaría a convertirse en el nuevo centro portuario del sur del Perú hasta 1952, fecha en la que entró en funcionamiento el actual puerto y ciudad de Matarani.

## Historia
En 1735, los españoles Jorge Juan y Antonio de Ulloa participaron en una expedición en la costa sur del virreinato del Perú, la información recavada fue plasmada en su célebre libro Noticias secretas de América meridional en el que describen con detalle la existencia de los puertos de Ilo, Arica y Cobija; Sin embargo, no mencionan los nombres de Islay ni Mollendo, por lo que se infiere que por lo menos hasta 1735 no existía ninguna población o era demasiado pequeña para ser considerada relevante por la expedición.
En 1790, el marino italiano al servicio de la corona española Alejandro Malaspina, recorrió las costas del virreinato del Perú como parte de la famosa expedición Malaspina, recogiendo información sobre los pueblos y puertos de esta parte del mundo. En su descripción sobre el puerto de Arica se puede leer lo siguiente: 
“Había seis embarcaciones de uno o dos palos, las más con remos, que se emplean en el tráfico del guano, cuyo excremento sirve para beneficiar las tierras, lo traen de Iquique (donde va escaseando ya) y otros parajes de la costa del S para aquí, Mollendo e Ilo”. (Castillo, 2014 p. 102)
Según esto, para 1790  el explorador tuvo noticias de la existencia de un lugar llamado Mollendo, que comercializaba guano de isla con Arica.
Esto corrobora la fundación de Islay el 30 de agosto de 1827, una fecha posterior a 1790.
La famosa escritora francesa de ascendencia peruana Flora Tristán, llegó a Islay como parte de su viaje al Perú en busca de su herencia. En su libro Peregrinaciones de una paria narra sus vivencias por tierras arequipeñas y hace una descripción muy detallada del puerto de Islay donde desembarcó el 9 de setiembre de 1833. Las casas de los habitantes de Islay estaban hechas de carrizo, adobe, caña y barro (llamada comúnmente quincha), sólo las casas de los personajes importantes eran elegantes construcciones de madera y piso entablado. Sin embargo las ruinas que se han conservado son todas construcciones de piedra y barro, lo que evidencia que en algún momento posterior a la visita de la escritora, las construcciones importantes como consulados y almacenes fueron renovadas. 
El administrador de la aduana de Islay era don Manuel Basilio de la Fuente y Bustamante y el administrador de correo de Islay era don José de Medina.

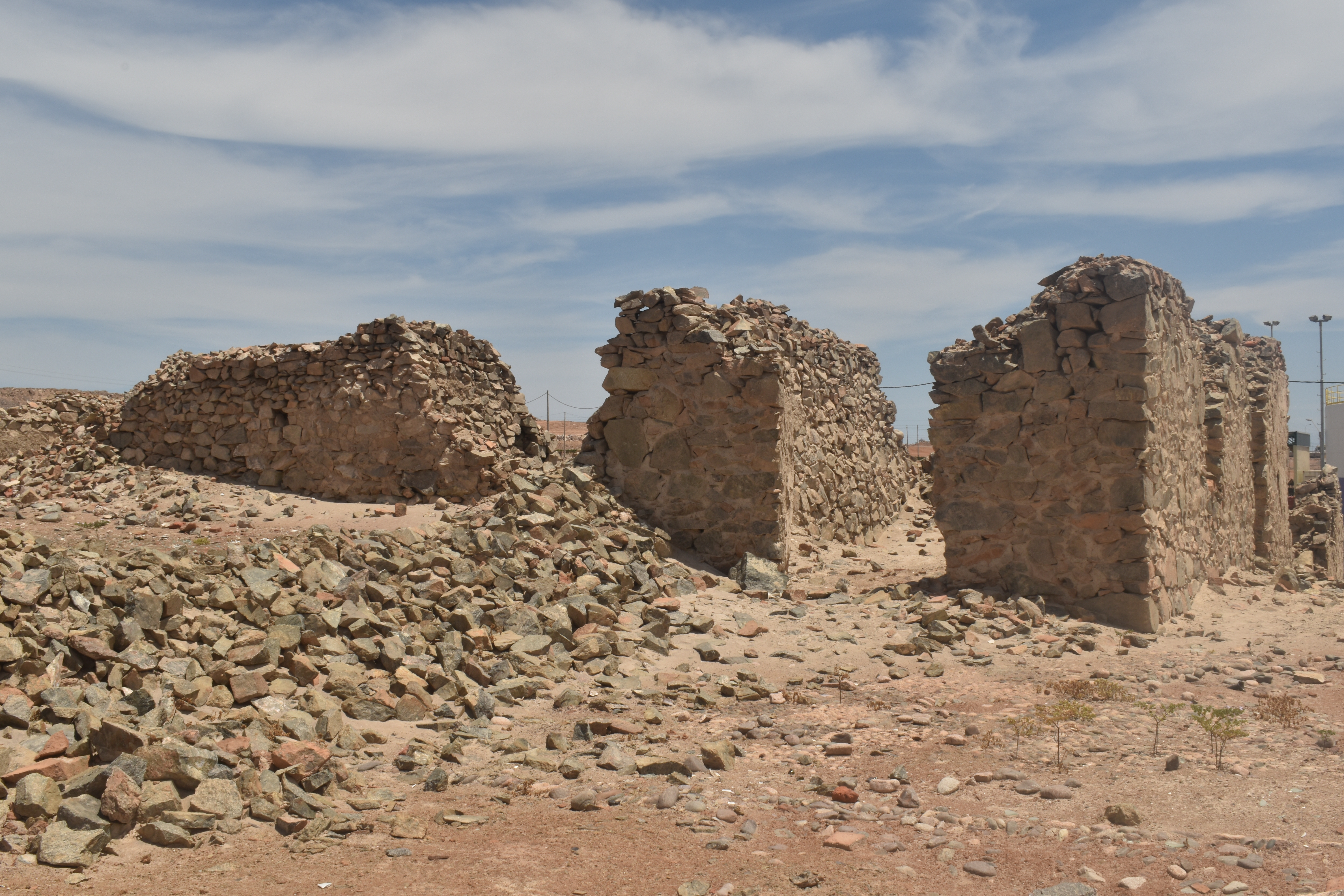
Ruinas de la casa de correos de Islay, donde vivió don José de Medina

## Descripción

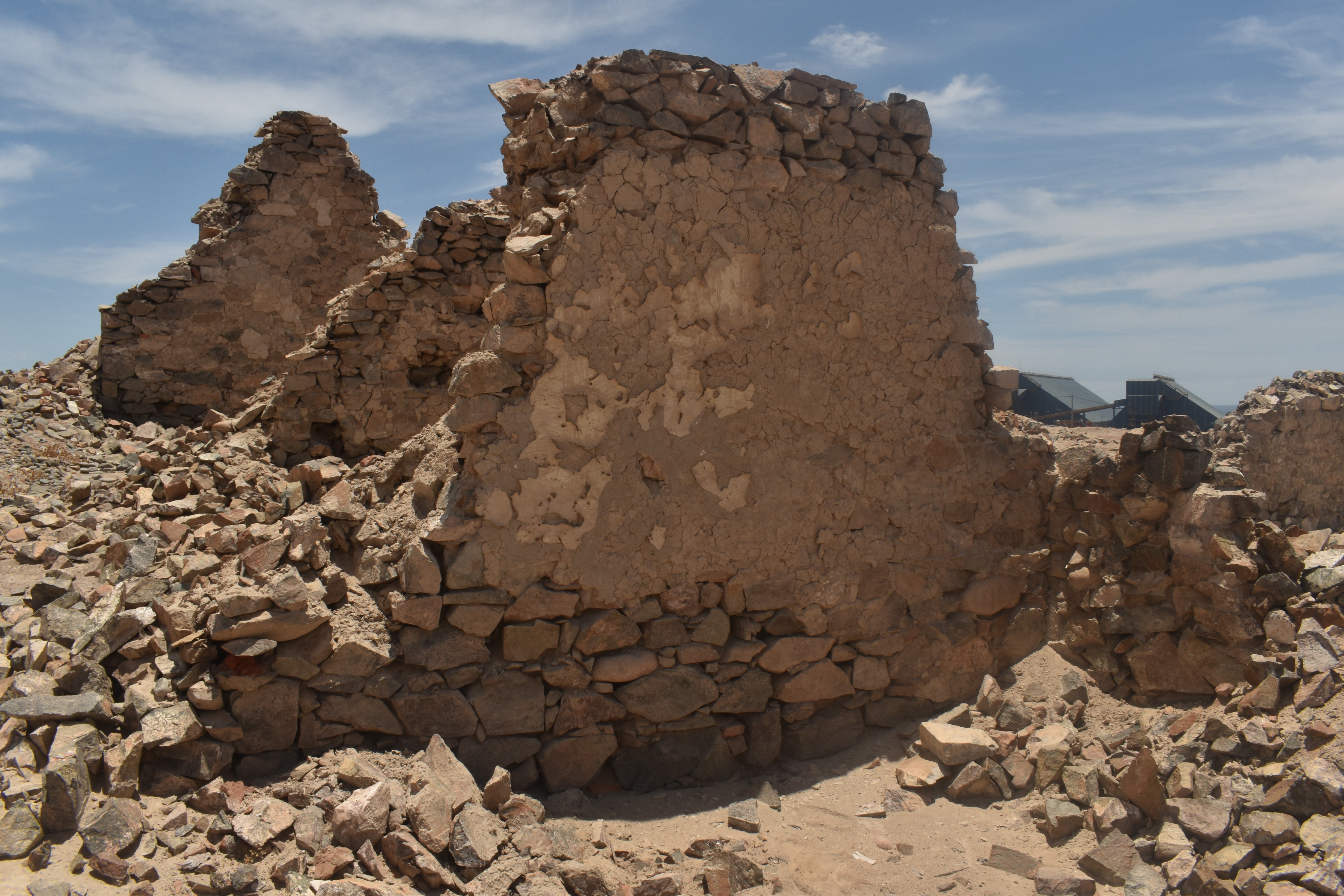
Muro de piedra que conserva su revestimiento de barro original

El sitio arqueológico comprende recintos de piedra y barro derruidos, plazas, almacenes, viviendas, muros y pisos empedrados sobre un área aproximada de 17 hectáreas. Se distingue 5 calles orientadas de norte a sur y 3 de este a oeste, también se distingue una plaza pública con un círculo empedrado en el medio. Todas las construcciones de caña y quincha que mencionan las crónicas no han resistido el paso del tiempo, pero aún es posible observar las bases de piedra que sirvieron como soporte. La mayoría de muros que aún están en pie se ubican en la zona sureste del sitio arqueológico, se trata de gruesas paredes de piedra y argamasa revestidas con barro que forman estructuras rectangulares de hasta 3 metros de altura. En el sitio arqueológico es posible distinguir conchales, cuernos de toros, fragmentos de vasijas de cerámica, fragmentos de utensilios de loza y una enorme variedad de botellas de licor antiguas.

## Estado de conservación
Debido a que el sitio arqueológico no ha sido estudiado a profundidad ni se ha escrito literatura especializada al respecto, ha sido susceptible al abandono total por parte de las autoridades locales. Debido a ello, la construcción y funcionamiento del puerto de Matarani ha ocasionado graves daños al sitio arqueológico, destruyendo muros y recintos para la habilitación de zonas industriales. Recién el 9 de mayo de 2006, el Instituto Nacional de Cultura, hoy Ministerio de Cultura, nombró a Pueblo viejo de Islay como Patrimonio Cultural de la Nación mediante Resolución Directoral n.° 700 INC.

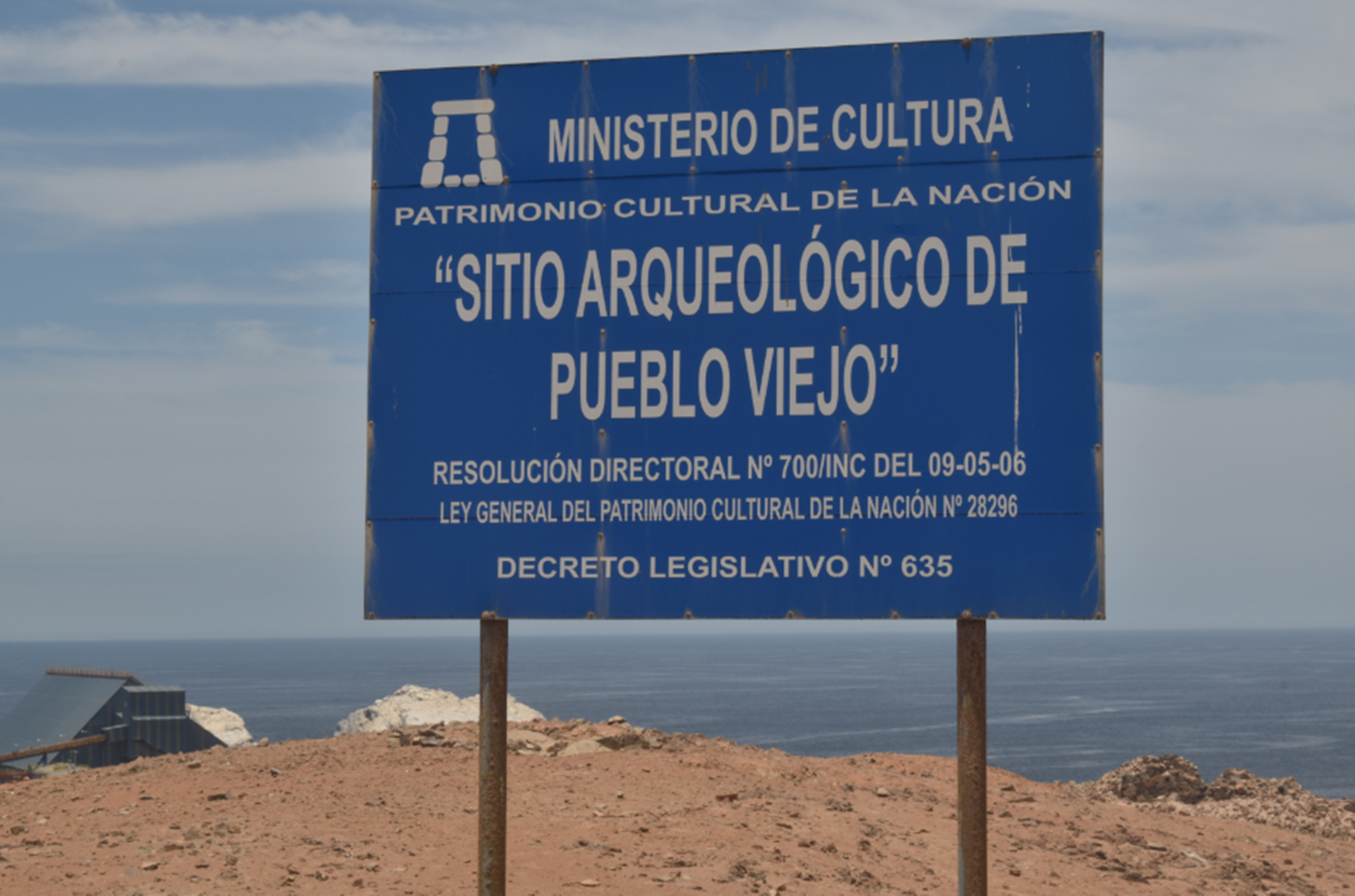
Cartel del Ministerio de Cultura del Perú que reconoce como sitio arqueológico a Pueblo Viejo de Islay

## Flora y fauna
Dentro del sitio arqueológico crecen algunas especies de cactus como Eriosyce islayensis y Haageocereus decumbens, también es hábitat de la lechuza de los arenales.

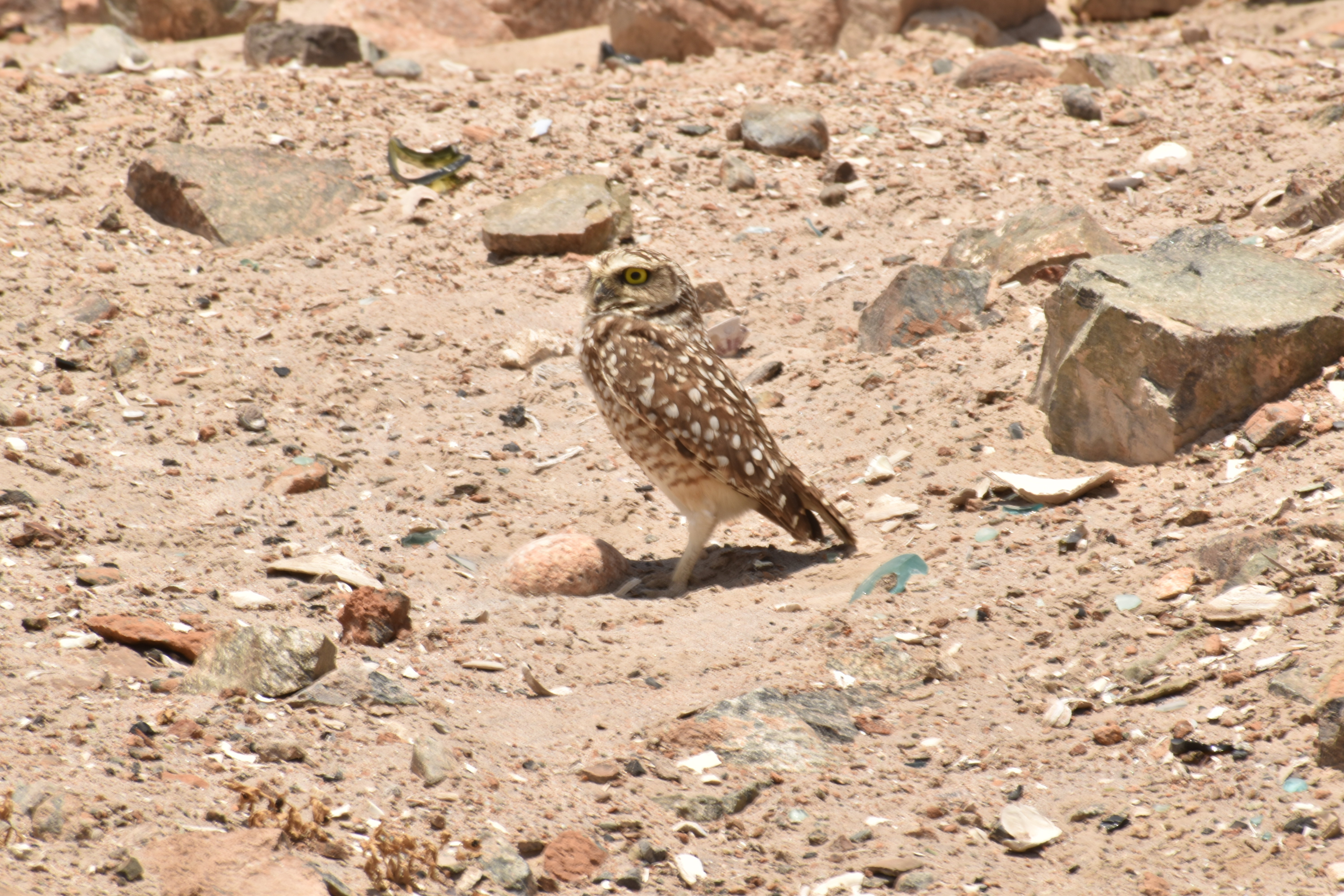
Lechuza de los arenales en las ruinas de Pueblo viejo de Islay

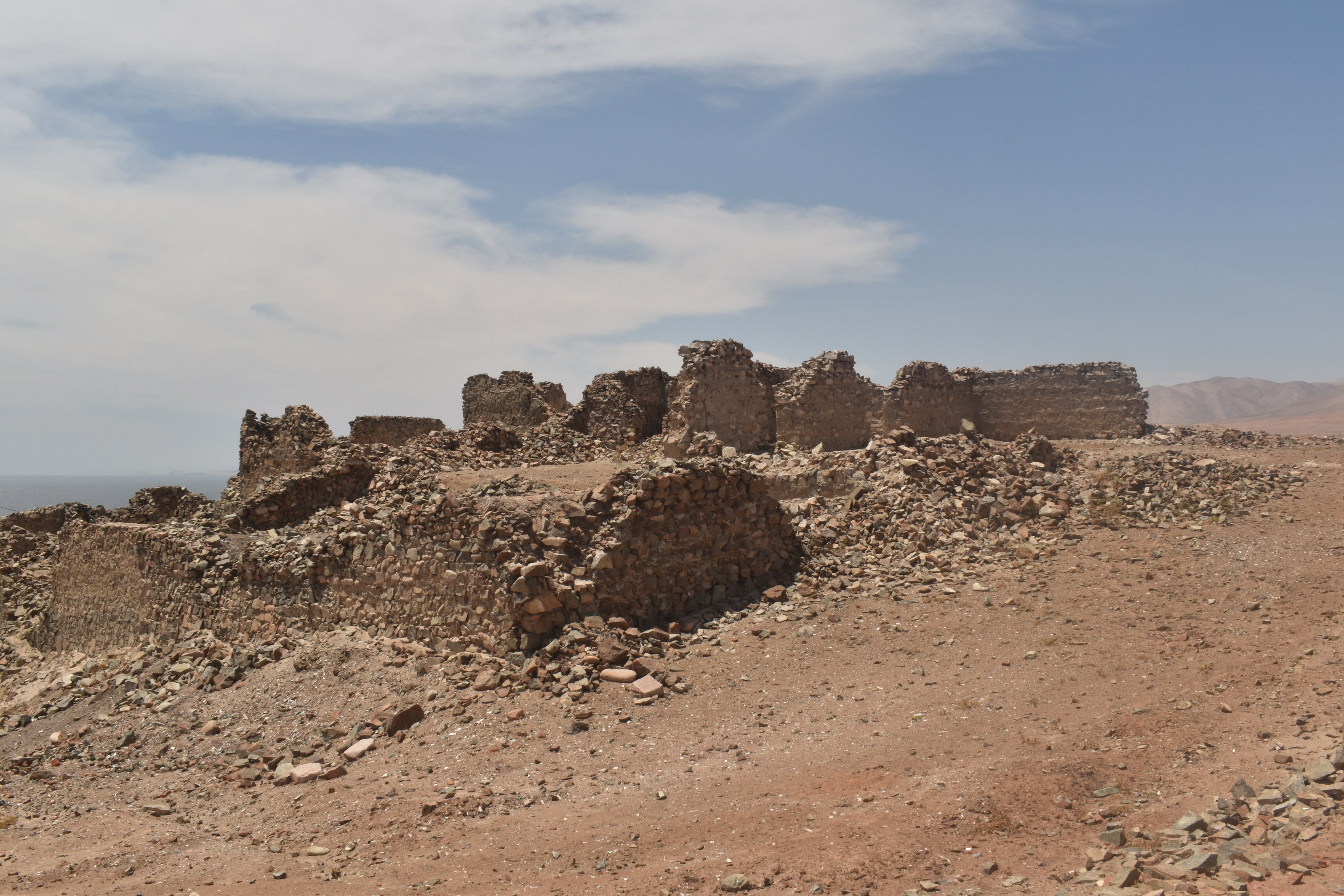
Sitio arqueológico de Islay pueblo viejo